# Manon Valentino
Manon Valentino (Valréas, 25 de agosto de 1990) é uma desportista francesa que compete no ciclismo na modalidade de BMX.
Ganhou duas medalhas no Campeonato Mundial de Ciclismo BMX, prata em 2009 e bronze em 2013, e cinco medalhas no Campeonato Europeu de Ciclismo BMX entre os anos 2009 e 2021.

## Palmarés internacional
| Campeonato Mundial | Campeonato Mundial        | Campeonato Mundial | Campeonato Mundial |
| Ano                | Lugar                     | Medalha            | Competição         |
| ------------------ | ------------------------- | ------------------ | ------------------ |
| 2009               | Adelaide Austrália        | Medalha de prata   | Cruiser            |
| 2013               | Auckland Nova Zelândia    | Medalha de bronze  | Corrida            |
| Campeonato Europeu |                           |                    |                    |
| Ano                | Lugar                     | Medalha            | Competição         |
| 2009               | Fredericia Dinamarca      | Medalha de bronze  | Corrida            |
| 2011               | Haaksbergen Países Baixos | Medalha de ouro    | Corrida            |
| 2013               | Dessel Bélgica            | Medalha de ouro    | Corrida            |
| 2014               | Roskilde Dinamarca        | Medalha de prata   | Corrida            |
| 2021               | Heusden-Zolder Bélgica    | Medalha de prata   | Corrida            |